# Volksbank in der Region
Die Volksbank in der Region eG ist eine Genossenschaftsbank mit Sitz in Tübingen. Die Bank entstand im Jahr 2022 aus der Fusion der Volksbank Herrenberg-Nagold-Rottenburg eG mit der VR Bank Tübingen eG.

## Geschichte

### Volksbank Nagoldtal

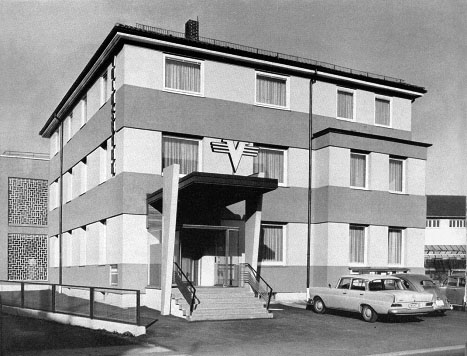
1965: Um- und Erweiterungsbau Haiterbacher Straße 13

Die Handwerkerbank Nagold e.G. wurde am 10. März 1865 gegründet. 1911 erfolgte die Namensänderung zur Gewerbebank Nagold e.G.m.b.H, 1940 zur Volksbank Nagold e.G.m.b.H.
Durch Zusammenschluss der Volksbank Nagold eG und der Volksbank Wildberg eG entstand 1990 die Volksbank Nagoldtal eG. Im Jahr 2000 erfolgt eine weitere Fusion mit der Volksbank Haiterbach eG.

### Volksbank Herrenberg-Rottenburg
Die Volksbank Herrenberg-Rottenburg ist durch Fusionen und Verschmelzungen aus verschiedenen anderen Banken in der Region hervorgegangen. Wesentliche Vorgängerbanken sind die 1865 gegründete „Vorschussbank“ Volksbank Herrenberg und die 1869 gegründete Vorschuss- und Kreditbank Rottenburg. Im Jahr 1972 kam es zum Zusammenschluss von 12 Raiffeisenbanken und der Volksbank Herrenberg zur Volksbank-Raiffeisenbank Bank im Gäu. Im Jahre 1977 folgte der Zusammenschluss der beiden Rottenburger Genossenschaftsbanken – der Volksbank und der Raiffeisenbank. Im weiteren Verlauf gründete sich im Jahre 1984 die Gäu Neckar GmbH, die ab diesem Zeitpunkt eine einhundertprozentige Tochter der Volksbank Herrenberg-Rottenburg war. Die Verschmelzung der Volksbank Herrenberg mit der Volksbank Rottenburg zur Volksbank Herrenberg-Rottenburg wurde 2000 vollzogen. Hierauf folgte dann im Jahr 2001 die Verschmelzung mit der Raiffeisenbank Oberjettingen und im Jahr 2002 die Fusion mit der Raiffeisenbank Stäble/Gäu.

### Volksbank Herrenberg-Nagold-Rottenburg
Durch die Fusion der Volksbank Nagoldtal mit der Volksbank Herrenberg-Rottenburg am 10. Juni 2014 entstand die Volksbank Herrenberg-Nagold-Rottenburg.

### Volksbank in der Region
Durch die Fusion der Volksbank Herrenberg-Nagold-Rottenburg mit der VR Bank Tübingen am 10. August 2022 entstand die Volksbank in der Region mit Sitz in Tübingen. Die Volksbank in der Region eG fusionierte im Jahr 2024 mit der VR-Bank Dornstetten-Horb eG.